# Max Woog
Max Woog Braunschweig (* 20. April 1888 in Basel als Sohn von Henri Woog und Juliette Braunschweig) war ein Schweizer Juwelier und Fussballspieler jüdischer Herkunft.
In seinem Hauptberuf als Juwelier arbeitete Max Woog in der in Guadalajara gelegenen Niederlassung der Juwelierfirma La Esmeralda, in deren Hauptsitz in Mexiko-Stadt sein Bruder Ernst als Manager tätig war.
Als Fussballspieler war er 1906 unter Führung des Belgiers Edgar Everaert Gründungsmitglied des Club Unión, der 2 Jahre später in Guadalajara FC umbenannt wurde und für den er in den Anfangsjahren der 1908 initiierten Liga de Occidental spielte. Woog gewann mit seiner Mannschaft die ersten beiden Spielzeiten 1908/09 und 1909/10 dieser Liga.